# الدعاية الأمريكية خلال الحرب العالمية الثانية

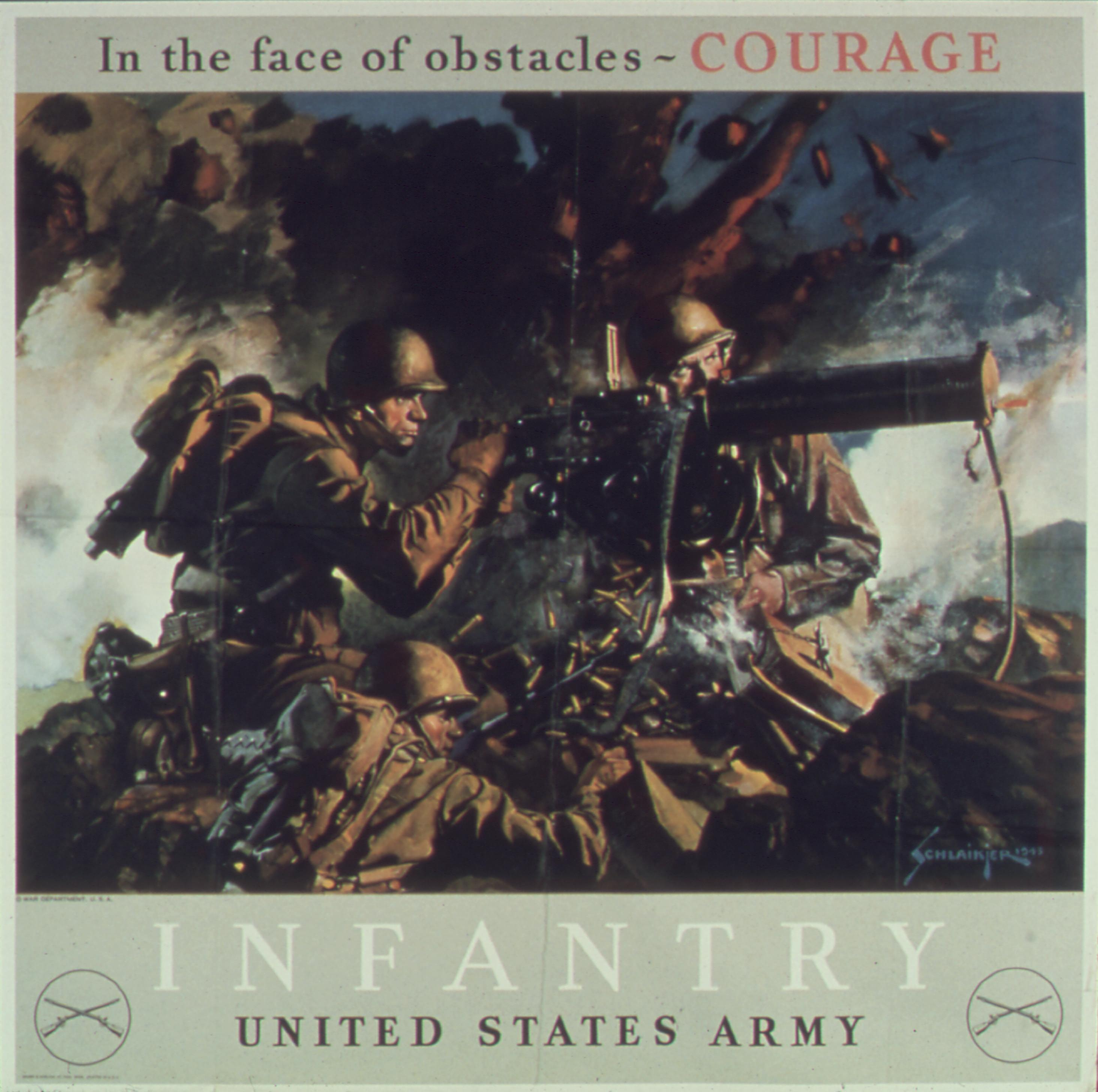

استُخدِمت الدعاية أثناء التدخل الأمريكي النشط في الحرب العالمية الثانية (1941-1945) لزيادة دعم الحرب والالتزام بانتصار الحلفاء. حرض المروجون للدعايات باستخدام مجموعة واسعة من وسائل الإعلام على كراهية العدو ودعم حلفاء الولايات المتحدة؛ وحثوا على بذل جهود عامة أكبر للإنتاج العسكري خلال الحرب العالمية الثانية وحدائق النصر؛ وأقنعوا الناس بالاحتفاظ ببعض عتادهم حتى يمكن استخدام المزيد منها في المجهود الحربي وبيع سندات الحرب. أصبحت الوطنية الموضوع الرئيسي للإعلان طوال فترة الحرب، فأُطلِقت حملات واسعة النطاق لبيع سندات الحرب، وتعزيز الكفاءة في المصانع، وتقليل الشائعات السيئة، والحفاظ على الروح المعنوية المدنية. عززت الحرب دور صناعة الإعلان في المجتمع الأمريكي مؤديًا ذلك إلى تشتيت النقد السابق.

## وسائل الإعلام

### الملصقات
استخدمت الولايات المتحدة الملصقات للإعلان، وأنتجت ملصقات دعائية أكثر من أي دولة أخرى تقاتل في الحرب العالمية الثانية. طُبِع حوالي 200 ألف تصميم مختلف خلال الحرب.
استخدمت هذه الملصقات عددًا من الموضوعات لتشجيع الدعم للحرب بما في ذلك الحماية والإنتاج والتجنيد والجهود المنزلية والسرية. كانت توضع الملصقات أحيانًا في مناطق لا توجد بها إعلانات مدفوعة. تضمنت أكثر المناطق شيوعًا مكاتب البريد، ومحطات السكك الحديدية، والمدارس، والمطاعم ومحلات البيع بالتجزئة. طُبِعت ملصقات أصغر على نوافذ المنازل الخاصة والمباني السكنية. كانت هذه أماكن لا يمكن استخدام وسائل الدعاية الأخرى فيها.
يُعد مكتب معلومات الحرب، قسم التصوير، الوكالة الحكومية المسؤولة عن إنتاج وتوزيع الملصقات الدعائية. تجسد الفارق الرئيسي بين الدعاية الملصقة للولايات المتحدة والدعاية البريطانية وغيرها من دعايات الحلفاء بإيجابية أغلب رسائل ملصقات الولايات المتحدة. ركزت ملصقات الولايات المتحدة على الواجب والوطنية والتقاليد، وركزت ملصقات الدول الأخرى على تأجيج كراهية الناس للعدو. استُخدِمت الرسائل الإيجابية على الملصقات الأمريكية لزيادة الإنتاج على الجبهة الداخلية بدلًا من التأكد من «عدم ضياع الأموال المجموعة». نادرًا ما استخدمت الملصقات الأمريكية صور ضحايا الحرب، وقلّت شعبية مشاهد ساحة المعركة، واستُبدِلت بالصور التجارية لإشباع حاجة «المستهلك» للحرب.
لم تُصمَم ملصقات الحرب من قبل الحكومة، ولكن من قبل فنانين لم يتلقوا أي تعويض عن عملهم. عقدت الهيئات الحكومية مسابقات للفنانين لتقديم تصاميمهم، فسمح ذلك لها بزيادة عدد التصاميم التي يمكنها الاختيار من بينها.

### إعلان
أدارت الشركات إعلانات تدعم الحرب، وساعد هذا في الاحتفاظ بأسمائهم أمام الجمهور على الرغم من عدم وجود منتجات لبيعها؛ وسمح لهم بمعاملة هذه الإعلانات على أنها نفقات تجارية. ساعد مجلس إعلانات الحرب في الإشراف على مثل هذه الجهود. أخرج مصنّعو السيارات وغيرهم من المنتجين الذين أعادوا تنظيم المجهود الحربي إعلانات تصور جهودهم. ربطت شركات أخرى منتجاتها بطريقة ما بالحرب، فادّعت شركة لاكي سترايك لإنتاج السجائر مثلًا أن هدفها من تغيير لون العلبة من اللون الأخضر إلى الأبيض هو توفير البرونز للأسلحة، فشهدت مبيعاتها نتيجة لذلك ارتفاعًا كبيرًا. وضعت شركة كوكا كولا، كما فعل العديد من مصنعي المشروبات الغازية الأخرى، في إعلانها عن منتجاتها عمال الدفاع وبعض أفراد القوات المسلحة وهم في ثملين. حثت العديد من الإعلانات التجارية أيضًا على شراء سندات الحرب.
عُرِف الكثير من المجهود الحربي من خلال الإعلانات، وفضلت القوات المسلحة في الخارج المجلات التي تحتوي على إعلانات كاملة بدلًا من المجلات التي تخلو من الإعلانات.

### المجلات
كانت المجلات أداة نشر دعاية مفضلة ومنتشرة على نطاق واسع. أصدرت الحكومة مجلة دليل الحرب التي تضمنت نصائح لدعم المجهود الحربي. كانت المجلات النسائية المكان المفضل للدعاية الموجهة لربات البيوت، ولاسيما مجلة منزل السيدات. طُلب من محرري المجلات تصوير النساء على أنهن يتعاملن ببطولة مع تضحيات زمن الحرب. كان الخيال مكانًا مفضلًا بشكل خاص، واستُخدِم لتشكيل المواقف بمهارة. روجت مجلة منزل السيدات ومجلات أخرى لأنشطة النساء في القوات المسلحة.
كانت صناعة مجلات اللب داعمة بشكل خاص، وذلك فقط للتوقف عن اعتبارها غير ضرورية للمجهود الحربي ومتوقفة طوال فترة الحرب. وزع مكتب معلومات الحرب أدلة على الكتّاب من أجل أنواع مجلات اللب المختلفة كالغربية، والمغامرة، والبوليسية وأنواع أخرى منها، وذلك بالإضافة إلى مجرى القصص والمواضيع المحتملة التي من شأنها أن تساعد المجهود الحربي. كان من بين الاقتراحات محققًا «سعيدًا» بملاحقته مشتبه به دون استخدام سيارة، وامرأة تعمل في وظيفة تقليدية تحل فيها محل الذكور، وأهمية الحد الأقصى للسرعة البالغ 35 ميلًا في الساعة ومشاركة المركبات، وشخصيات صينية وبريطانية جيدة.

## المواضيع

### التفاؤل الزائف
وُجِّهت بعض الدعايات لتُناقض آمال الناس في أنها لن تكون حربًا طويلة وصعبة. صور الدكتور سوس هتلر على أنه حورية البحر التي تدمر سفن الحلفاء على الرغم من الانتصارات الجوية في أوروبا. دعمت وزارة الحرب الأمريكية نشر الرسوم الكاريكاتورية لبيل مولدين بسبب عرضه للحرب على أنها مريرة ومرهقة مُظهرًا في ذلك عدم سهولة النصر. كان تصويره للجنود الأمريكيين بمظهر أشعث وعينين حزينتين شاغرتين ينقلان صعوبة الحرب.

### الموت والإصابة
خفف مروجو الدعاية الأمريكية حتى عام 1944 من أهوال الفوضى في الحرب (من قتلى وجرحى)، والذين اتبعوا التعليمات التي سمحت لهم بإظهار عدد قليل من الجنود الجرحى. سُمِح بعد ذلك بنشر تقارير أكثر واقعية، ويرجع ذلك جزئيًا إلى الطلب الشعبي. أيدت وسائل الإعلام الموقف السابق، فحذرت شبكة إن بي سي مثلًا من أن البث لن يكون «مروعًا بشكل مفرط». أراد الجمهور الأمريكي مزيدًا من الواقعية على أساس إمكانية تعامله مع الأخبار السيئة. سمح روزفلت أخيرًا بعرض صور الجنود القتلى لإبعاد الجمهور عن التراخي بخسائر الحرب.
حاول بعض الضباط منع الجنود المتدربين من رؤية الجنود القتلى الملفوفين بأغطية خلال معركة سان بيترو؛ وتجاهلهم الجنرال مارشال خوفًا على معنوياتهم وللتأكد من أن الجنود يأخذون تدريبهم على محمل الجد.
أكد مكتب معلومات الحرب للجنود المتضررين العائدين وجود أماكن ووظائف لهم في الحياة المدنية. ظهر هذا الوعد أيضًا في القصص الرومانسية، فتظهر امرأة بطلة لطيفة وهي تساعد المحارب القديم على التكيف مع الحياة المدنية بعد عودته من الحرب.

### المجهود الحربي
دُعي الأمريكيين لدعم المجهود الحربي بعدة طرق. صورت الرسوم الكاريكاتورية أولئك الذين تحدثوا عن النصر، ولكن من الواضح أنهم كانوا جالسين في انتظار تأكدهم من ذلك، أو أظهرت ضرر الإجراءات البيروقراطية على المجهود الحربي. هوجِمت الانهزامية، وعُزِّزت الوحدة الوطنية، وأُكِّد على موضوعات المجتمع والتضحية. قُسِّمت الشخصيات الخيالية بشكل دقيق إلى أنانيين أشرار، وأبطال وضعوا احتياجات الآخرين أولًا، وتعلموا التعرف على المدافعين عن الحرية.
صدرت تعليمات لمروجي الدعاية بنقل رسالة مفادها أن الشخص الذي يشاهد وسائل الإعلام الدعائية معرض للخسارة شخصيًا إذا فشل في المساهمة، فمثلًا، أضفى النداء الموجه إلى النساء للمساهمة في المجهود الحربي الطابع الشخصي بشكل أكبر على الجنود بناءً على وظيفتهن كأبنائهن وأشقائهن وأزواجن.
تسببت الرقابة والحاجة إلى منع العدو من معرفة مقدار الضرر الذي أحدثه في حدوث مضاعفات كبيرة. وصفت محادثة روزفلت بجوار المدفأة الضرر الذي لحق ببيرل هاربور بأنه «خطير»، ولكنه لم يستطع «الإدلاء بالضرر بشكل دقيق».
عرف العديد من الفنانين والكتاب أن الحفاظ على الروح المعنوية أمر مهم؛ ولكن نشأ جدل كبير حول ما إذا كان يجب اللجوء إلى التضليل البسيط أو التأثير على حدة الحرب لإثارة الدعم.